# Gheorghe Danielov
Gheorghe Danielov, född den 20 april 1948 i Jurilovca, Rumänien, död 2 augusti 2017, var en rumänsk kanotist.
Han tog OS-silver i C-2 1000 meter i samband med de olympiska kanottävlingarna 1976 i Montréal.